# Batrachoides liberiensis
Batrachoides liberiensis  (лат.) — вид морских лучепёрых рыб из семейства батраховых (Batrachoididae). Распространены в восточной части Атлантического океана. Максимальная длина тела 46 см. Придонные хищные рыбы.

## Таксономия  и этимология
Впервые вид научно описан в 1867 году австрийским зоологом Францем Штейндахнером (Franz Steindachner, 1834—1919) под латинским биноменом Batracos liberiensis. Позднее переопределён в род Batrachoides. Видовое латинское название дано по месту отлова голотипа у берегов Монровии (столица Либерии). В связи с особенностями строения головы по-английски этот вид называют волосатой рыбой-жабой (англ. Hairy toadfish). Аналогичные названия в испанском и португальском языках.

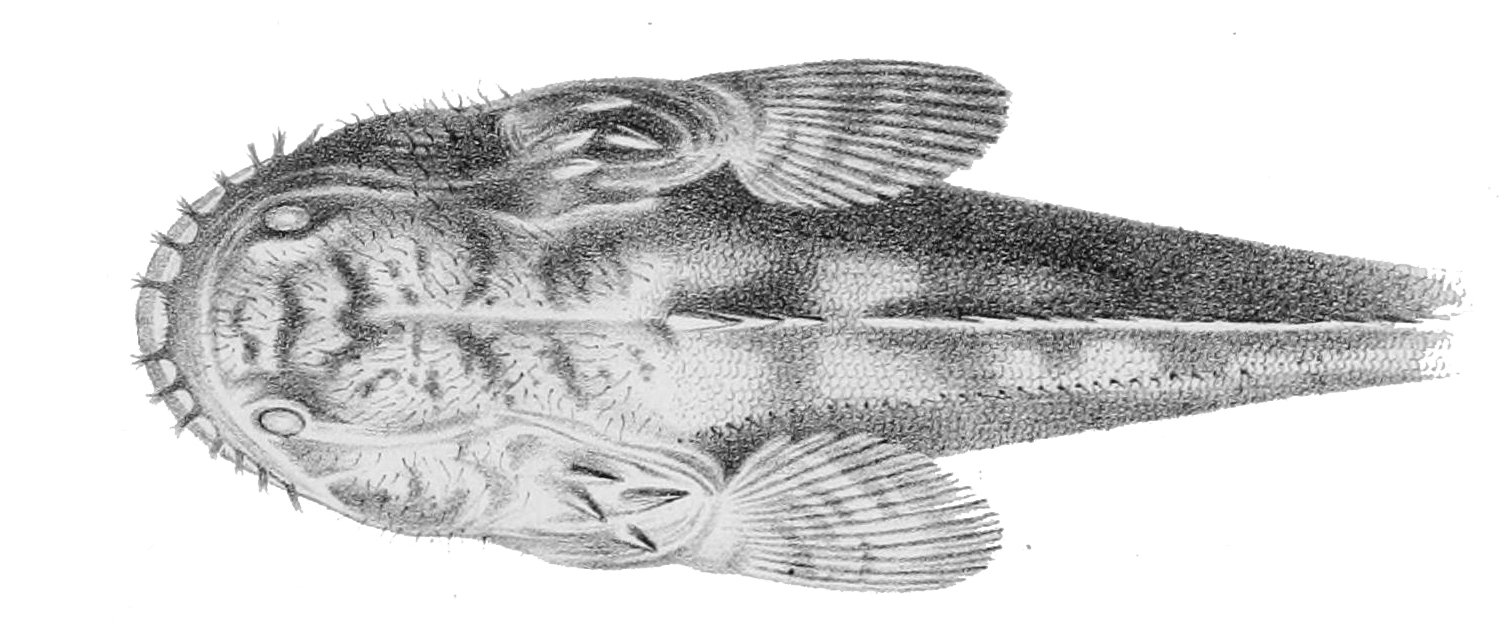

## Описание
Тело удлинённое, покрыто циклоидной чешуёй. Голова большая, широкая, сплюснута в дорсо-вентральном направлении. На голове множество невысоких нитеобразных образований. Глаза маленькие, расположены на верхней части головы. Передние и задние поры на голове трубчатые, без обрамления. Зубы в передней части верхней челюсти расположены в 4—5 рядов, а по бокам — в 2—3 ряда. На нижней челюсти латеральные зубы расположены в один ряд, а спереди — в 4—5 рядов. Клыковидных зубов на челюстях нет. Есть зубы на сошнике и нёбной кости. На крышечной кости имеется твёрдый шип, на подкрышечной кости — 2 твёрдых шипа. Ядовитых желез нет. Фотофоров нет. В первом спинном плавнике 3 твёрдые (неполые) колючки. В длинном втором спинном плавнике 25—26 мягких лучей. В анальном плавнике 21—23 мягких лучей. Позвонков 34—35. Максимальная длина тела 46 см.
Две боковые линии. Первая начинается на уровне 10-го луча второго спинного плавника и тянется вдоль основания спинного плавника до хвостового стебля. Вторая боковая линия начинается на уровне 7-го луча анального плавника и тянется вдоль брюха до хвостового стебля. В первой боковой линии 30—40 пор, а во второй — 34—42 поры; по бокам каждой поры есть пара разветвлённых усиков.

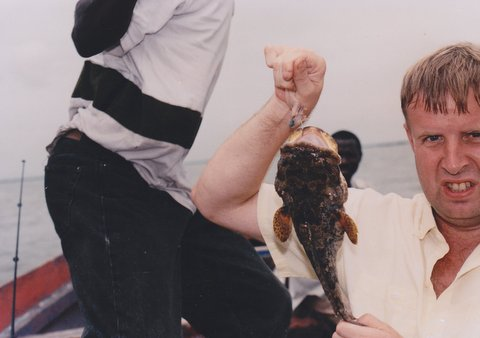
Особь B. liberiensis, пойманная рыбаком у берегов Гамбии

Тело окрашено в светло- или тёмно-коричневый цвет. По бокам тела проходят 4 неровные коричневые полосы. Между глазами есть коричневая точка. Иногда имеются тёмные точки за глазами.

## Биология
B. liberiensis — хищные рыбы, поджидающие добычу в засаде. Питаются крабами (семейства Goneplacidae, Portunidae, Xanthidae, Dorippidae), креветками и в меньшей степени рыбами. 
Самцы достигают половой зрелости при длине тела 17 см, а самки — при длине тела 12,2 см. Самки откладывают около 100 икринок, диаметр икринок 3,3—4,5 мм.

## Ареал и места обитания
B. liberiensis распространены в тропических водах центрально-восточной части Атлантического океана вдоль западного побережья Африки от Сенегала до севера Анголы. Донные рыбы, обитающие главным образом в литоральной зоне на глубине менее 30 м, иногда встречаются на глубине до 100 м. Могут заходить в солоноватые воды заливов.